# Rogue Legacy 2
Rogue Legacy 2 est un jeu vidéo de plate-forme roguelike développé et édité par Cellar Door Games, faisant suite à Rogue Legacy sorti en 2013. Il paraît sur Microsoft Windows en accès anticipé en août 2020 puis en version complète en avril 2022 également sur Xbox One et Xbox Series.

## Système de jeu
Rogue Legacy 2 est un jeu de plateforme avec des éléments roguelike et Metroidvania. Il abandonne le style pixel art du premier jeu pour un nouvel aspect. Le joueur prend le contrôle d'un chevalier qui doit explorer des donjons générés de manière procédurale pour collecter ses trésors et vaincre les ennemis. À chaque mort, le joueur choisit un héritier généré aléatoirement et recommence son exploration (d'où le titre du jeu Rogue Legacy, « legacy » signifiant en anglais « héritage »). Alors que le chevalier est équipé d'épées et de boucliers et que les mages peuvent utiliser de la magie, le jeu introduit plusieurs classes supplémentaires aux gameplays différents. Ces nouvelles classes incluent le Ranger, qui peut invoquer des plateformes et utiliser des flèches enflammées, et le Barbare, qui peut utiliser une hache. Comme dans tout roguelike, le joueur devra recommencer depuis le début s'il meurt. L'or qu'il a collecté à chaque partie peut être dépensé pour des améliorations permanentes telles que de nouvelles armes, de nouveaux équipements et de nouvelles runes. Lorsque le joueur recommence sa partie, il devra choisir un personnage au hasard avec différents traits pouvant améliorer ses performances ou entraver son efficacité au combat. En explorant un donjon, il collectera également des Héritages, qui sont des améliorations de capacités permanentes cachées dans des salles spéciales.

## Développement
Cellar Door Games a annoncé Rogue Legacy 2 le 3 avril 2020. Alors que le studio prévoyait de sortir le jeu via un accès anticipé en juillet 2020, il a ensuite été reporté au 18 août 2020. La version initiale à accès anticipé contenait un début de partie, quatre classes de jeu et un boss. Le studio prévoyait de publier de grandes mises à jour tous les deux mois et s'attendait à ce que le jeu reste en accès anticipé pendant environ un an.
Le jeu paraît en version complète en avril 2022 sur Xbox One et Xbox Series.